# 40e cérémonie des National Society of Film Critics Awards
La 40e cérémonie des National Society of Film Critics Awards (NSFC Awards), décernés par la National Society of Film Critics, a eu lieu le 6 janvier 2006, et a récompensé les films réalisés l'année précédente.

## Palmarès

### Meilleur film
1. Truman Capote (Capote)
2. A History of Violence
3. 2046

### Meilleur réalisateur
1. David Cronenberg pour A History of Violence
2. Wong Kar-wai pour 2046
3. Bennett Miller pour Truman Capote (Capote)

### Meilleur acteur
1. Philip Seymour Hoffman pour le rôle de Truman Capote dans Truman Capote (Capote)
2. Jeff Daniels pour le rôle de Bernard Berkman dans Les Berkman se séparent (The Squid and the Whale)
3. Heath Ledger pour le rôle d'Ennis Del Mar dans Le secret de Brokeback Mountain (Brokeback Mountain)

### Meilleure actrice
1. Reese Witherspoon pour le rôle de June Carter dans Walk the Line
2. Keira Knightley pour le rôle d'Elizabeth Bennet dans Orgueil et Préjugés (Pride & Prejudice)
3. Vera Farmiga pour le rôle d'Irene dans Down to the Bone
4. Kate Dollenmayer pour le rôle de Marnie dans Funny Ha Ha

### Meilleur acteur dans un second rôle
1. Ed Harris pour le rôle de Carl Fogarty dans A History of Violence
2. Frank Langella pour le rôle de William S. Paley dans Good Night and Good Luck
3. Mathieu Amalric pour le rôle de Louis dans Munich

### Meilleure actrice dans un second rôle
1. Amy Adams pour le rôle d'Ashley Johnsten dans Junebug
2. Zhang Ziyi pour le rôle de Bai Ling dans 2046
3. Catherine Keener pour ses rôles dans Truman Capote (Capote), L'Interprète (The Interpreter), The Ballad of Jack and Rose et 40 ans, toujours puceau (The 40-Year-Old Virgin)

### Meilleur scénario
1. Les Berkman se séparent (The Squid and the Whale) – Noah Baumbach
2. Truman Capote (Capote) – Dan Futterman
3. Munich – Tony Kushner et Eric Roth

### Meilleure photographie
1. 2046 – Christopher Doyle, Pung-Leung Kwan et Yiu-Fai Lai
2. Good Night and Good Luck – Robert Elswit
3. Le Nouveau Monde (The New World) – Emmanuel Lubezki

### Meilleur film en langue étrangère
1. Head-On (Gegen die Wand) •  Allemagne
2. 2046 •  Hong Kong
3. Caché •  France

### Meilleur film documentaire
1. Grizzly Man
2. Le Cauchemar de Darwin
3. Ballets russes

### Meilleur film expérimental
1. Symbiopsychotaxiplasm: Take One (1968) et Take Two (2005), de William Greaves (en)
2. 13 Lakes, Ten Skies et 27 Years Later (2005), de James Benning

### Film Heritage
1. Unseen Cinema: Early American Avant Garde Film 1894-1940, coffret de 7 DVD sur le cinéma d'Avant-garde américain d'avant 1942.

### Special Citation
1. Kevin Thomas : « The NSFC commends and congratulates our colleagues Kevin Thomas for his 44-year tenure as a movie critic at the Los Angeles Times, for his tireless championing in the heart of the world's movie capital of the power and beauty of independent, experimental and foreign film, for his long and important service to moviegoers around the industry, the country and the world. »